# Binjamin Temkin
Binjamin Temkin (hebrejsky: בנימין טמקין, neformálně Benny Temkin, בני טמקין) je izraelský politik a bývalý poslanec Knesetu za stranu Merec.

## Biografie
Narodil se 7. března 1945 ve městě Monterrey v Mexiku. V roce 1971 přesídlil do Izraele. Sloužil v izraelské armádě, kde dosáhl hodnosti desátníka (Rav Tura'i). Absolvoval magisterské studium na Hebrejské univerzitě, doktorát získal na Columbia University. Pracoval jako vysokoškolský učitel politologie. Hovoří hebrejsky, španělsky a anglicky.

## Politická dráha
V letech 1985–1989 byl předsedou rady hnutí Rac. V letech 1989–1992 byl jeho generálním tajemníkem. Publikoval četné politologické studie.
V izraelském parlamentu zasedl po volbách v roce 1992, do nichž šel za Merec. Stal se členem výboru pro záležitosti vnitra a životního prostředí, výboru pro televizi a rozhlas a výboru práce a sociálních věcí. Předseda podvýboru pro sociálně znevýhodněnou mládež a vyšetřovací komisi pro násilí mezi mládeží. Ve volbách v roce 1996 nebyl zvolen. Zastával pak ale post generálního tajemníka Merecu. V roce 2002 odmítl možnost nastoupit do Knesetu jako náhradník po rezignaci Amnona Rubinsteina.